# Ladislav III. Uherský
Ladislav III. (maďarsky III. László, chorvatsky Ladislav III, slovensky Ladislav III., 1199 – 7. května 1205) byl uherský král z dynastie Arpádovců, který formálně vládl coby dítě v letech 1204–1205. Byl jediným synem uherského krále Emericha a jeho manželky Konstancie Aragonské.

## Život
Jeho otec Emerich jej dal korunovat ještě za svého života 26. srpna 1204, aby tím zajistil jeho následnictví. Emerichův bratr Ondřej, který se již dříve několikrát pokoušel získat trůn či alespoň nějaké vlastní území, sice přislíbil, že se o dítě dobře postará a tedy byl Emerichem určen za Ladislavova poručníka, ale ve skutečnosti se po smrti Emericha plně chopil moci a k dítěti ani jeho matce se nechoval nijak přívětivě. Kruté zacházení s nimi napomínal i papež Inocenc III. Konstancie proto uprchla i s dítětem do Vídně ke dvoru Leopolda VI. Malý Ladislav však 7. května 1205 zemřel. Dřívější regent, nynější král Ondřej II., převzal Ladislavovo tělo a pohřbil je v královské hrobce v Székesfehérváru.